# الهيئة الوطنية للصحافة (مصر)
الهيئة الوطنية للصحافة هي هيئة حكومية مصرية تتمتع بالشخصية الاعتبارية ومقرها الرئيسي مدينة القاهرة، وتتمتع بالاستقلال في ممارسة مهامها واختصاصاتها ولا يجوز التدخل في شؤونها، أنشئت الهيئة طبقاً للقانون رقم 92 لسنة 2016 في شأن التنظيم المؤسسي للصحافة والإعلام لتتولى إدارة المؤسسات الصحفية المملوكة للدولة، لتحل محل المجلس الأعلى للصحافة والذي تم إلغاؤه.

## التشريعات المُنظِمة
- قانون رقم 96 لسنة 1996 بشأن تنظيم الصحافة. (ملغي)
- قانون رقم 92 لسنة 2016 بإصدار قانون التنظيم المؤسسى للصحافة والإعلام. (ملغي)
- قانون رقم 179 لسنة 2018 بإصدار قانون الهيئة الوطنية للصحافة.
- قانون رقم 180 لسنة 2018 بإصدار قانون تنظيم الصحافة والإعلام والمجلس الأعلى لتنظيم الإعلام.

## المؤسسات التابعة
- مؤسسة الأهرام
- مؤسسة أخبار اليوم
- دار التحرير للطبع والنشر والصحافة
- دار الهلال للصحافة والنشر
- دار روز اليوسف للصحافة والنشر
- وكالة أنباء الشرق الأوسط
- الشركة القومية للتوزيع
- دار المعارف للصحافة والنشر

## رؤساء الهيئة
- عبد الصادق الشوربجي (يونيو 2020 - حتى الآن).[3]
- كرم جبر (11 أبريل 2017 - يونيو 2020).[4]

## وصلات خارجية
- الصفحة الرسمية للهيئة على موقع فيس بوك.